# Tom Walkinshaw
Tom Walkinshaw (n. 14 august 1946, Penicuik⁠(d), Scoția, Regatul Unit – d. 12 decembrie 2010, Chipping Norton, Anglia, Regatul Unit) a fost un pilot de curse auto și proprietar al echipei de Formula 1 Arrows.